# 25-та механізована дивізія (Україна)
25-та гвардійська механізована Синельниківсько-Будапештська орденів Червоного Прапора, Суворова і Богдана Хмельницького дивізія (25 МД) — з'єднання механізованих військ у складі Сухопутних військ Збройних сил України, що існувало до 2002 року. Дислокувалася в місті Лубни.

## Історія
У 1992 році, після розпаду СРСР, 25-та гвардійська мотострілецька дивізія Радянської армії перейшла під юрисдикцію України та увійшла до складу Збройних сил України. В зв'язку з розформуванням Київського військового округу дивізія перейшла в підпорядкування Одеському військовому округу.
При перетворенні 1-го армійського корпусу в Північне ОТК та Північне ОК дивізія залишалася у його бойовому складі.
В 1997 році з дивізії був виведений танковий полк і разом з аналогічним полком 72-ї МД став основою для формування 1-ї окремої танкової бригади.
В 2000 році дивізії та її частинам повернули нагороди і почесні найменування радянських часів.
30 жовтня 2001 року механізована дивізія була перетворена на 94-ту базу зберігання озброєння і техніки у складі Північного оперативного командування. При цьому всі частини дивізії були перетворені на відділи зберігання озброєння і техніки, крім 1175-го зенітного ракетного полку.
У 2002 році відповідно до Державної програми реформування та розвитку Збройних Сил України на період до 2005 року розформовувалась й база зберігання, проте термін її розформування був продовжений до 2003 року.

## Структура

#### 2001 рік
- 132-й механізований полк
- 136-й механізований полк (в/ч А3690)
- 426-й механізований полк (в/ч А3615)
- 1175-й зенітний ракетний полк (в/ч А3410)
- 1342-й окремий протитанковий артилерійський дивізіон
- 130-й окремий розвідувальний батальйон
- 34-й окремий батальйон зв'язку
- 28-й окремий інженерно-саперний батальйон
- 451-й окремий батальйон РХБЗ
- 1090-й окремий батальйон тилового забезпечення
- 350-й окремий ремонтно-відновлювальний батальйон
- 242-й окремий медичний батальйон
- 53-й гвардійський артилерійський Будапештський полк[1]

## Командири
- (1996) полковник/генерал-майор Чаповський Олександр Якович
- (1999) полковник/генерал-майор Горобець Олександр Васильович